# (2318) Lubarsky
(2318) Lubarsky (6521 P-L) – planetoida z pasa głównego asteroid okrążająca Słońce w ciągu 3,38 lat w średniej odległości 2,25 au. Odkryta 24 września 1960 roku.